# 레셰프
레셰프(Resheph, Reshef, 페니키아어: 𐤓‬𐤔‬𐤐‬ ršp, 언어 오류(xeb): Rašap, 고대 이집트어: ršpw)는 고대 가나안 지방의 역병의 신이다. 후대에 가나안 지방의 신들은 이집트 제18왕조 때 이집트의 종교로 융합되었는데, 이 때 레셰프는 이집트에서 말과 전차의 신이 되었다.
고대 히브리어에서 רֶשֶׁף resheph는 불길, 번개로도 번역되지만, 열, 역병 등으로도 번역된다.

## 에블라
에블라는 고대 시리아 지방의 가장 오래된 고대 왕국들 중 하나이다. 레셰프의 이름은 에블라에서 출토된 석판에서 'Rasap'이라는 형태로 등장하는데, 이 석판의 내용을 통해 당시 '아타니', '구눕', '투닙' 등의 도시에서 신성한 존재로 추앙받았음을 알 수 있다. 특히 에블라와 '우가리트' 에서는 레셰프가 방패와 보호의 신으로 등장하였으며, 정원과 묘지의 신으로도 추앙받았다고 한다.

## 우가리트
우가리트는 고대 북부 시리아의 항구 도시이다. 당시 레셰프는 우가리트에서 중요한 신성으로 숭배받았는데, '태양의 문을 닫는 자'라는 칭호를 갖고 있었고, 그에 대한 의식은 정원에서 치러졌다. 레셰프는 메소포타미아 신화의 '네르갈'이라는 신과 동일시 되었다. 학자 '파우스'는 레셰프가 후기로 갈수록 특정한 신을 지칭하는 것이 아니라는 주장을 하였고, 학자 '테익시도르'는 레셰프가 활과 화살로 그들의 적을 쏘아 죽이는 역병의 신이라는 점을 들며, 레셰프가 후에 '이달리움'이라는 그리스 지방의 도시로 건너가 '아폴로'에게 영향을 주었다고 말한다.
레셰프는 우가리트의 신화인 '커르타 서사시'에 등장한다. 레셰프의 상징물은 가젤이었다.

## 이집트

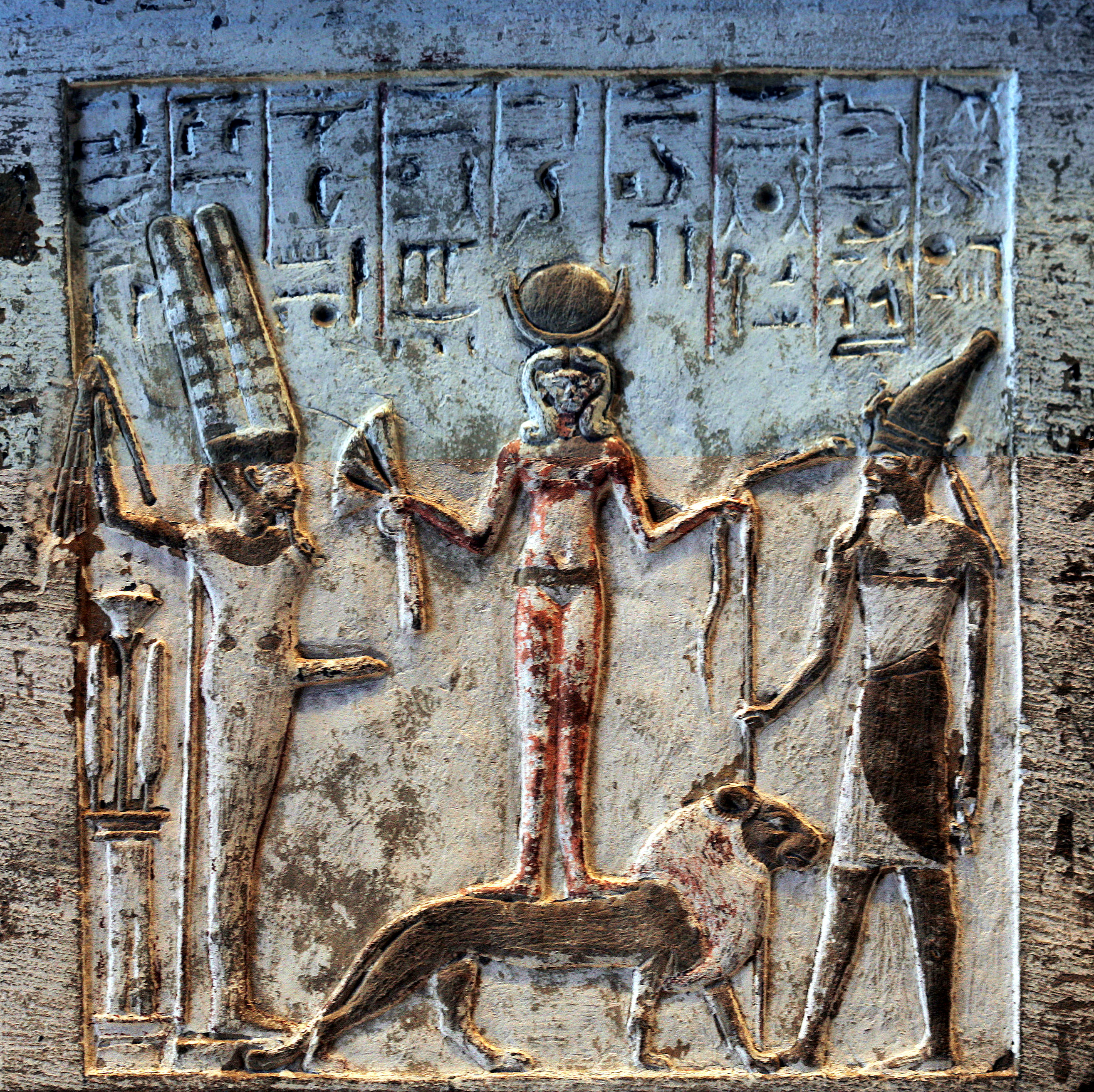
레셰프(오른쪽)

'히스코스'에 의해 이집트에 전래된 레셰프 신앙은 18왕조에 이르러서야 이집트의 만신전에 다른 동방의 신들과 함께 융합되기 시작한다. 그는 '세스' 와 '몬투'와 같은 이집트의 다른 역병을 주관하는 신들과 자주 연관되었으며, '민'과 '퀘테쉬'와 함께 트리아드를 이루기도 하였다.
그는 보통 이집트 예술에서, 시리아식 수염을 기르고 상이집트의 하얀 왕관을 쓰고 있는 모습으로 등장하며, 가젤의 머리를 띠고 있다. 그는 보통 무기를 휘두르는 모습으로 등장하기도 한다. 그를 숭배하는 신전은 멤피스에 있었으나, 그 외 나일 삼각주에서도 많이 숭배되었고, 그에 대한 신앙은 프톨레마이오스 왕조때까지도 잘 이어졌다.

## 구약성경
유대의 성경에서, 그의 이름은 불길, 역병 등을 뜻하며, 성경의 연대기 7:25절에 나온다. 하박국 3:5절에서도 그의 이름이 나오나, 후에 번역의 과정에서 그의 이름이 '불타는 석탄'으로 대체되었다.

## 같이 보기
- 이집트 신화